# Eusterinx imitator
Eusterinx imitator là một loài tò vò trong họ Ichneumonidae.